# Swammerdamella magnifica
Swammerdamella magnifica är en tvåvingeart som beskrevs av Cook 1956. Swammerdamella magnifica ingår i släktet Swammerdamella och familjen dyngmyggor. Inga underarter finns listade i Catalogue of Life.